# Baikuntpur
Baikunthapur o Baikuntpur és una jungla o bosc als Duars, districtes de Darjeeling i de Jalpaiguri a Bengala Occidental entre el rius Mahananda i Tista. Les principals poblacions de la zona són Jalpaiguri i Siliguri. Té importància ecològica i hi viu una important població d'elefants que causa problemes als pagesos de la zona.

## El Raj
La zona fou el centre dels dominis dels raikats de Baikuntpur sorgits d'una branca jove del rages de Koch Bihar el 1523. Vers 1680 el raitak va intentar establir un candidat propi al tron de Koch Bihar en oposició als bhòties però finalment es van retirar i van acceptar l'autoritat del fawjdar de Ghoraghat, de manera segurament nominal. Vers el 1720 la capital es va traslladar a Jalpaiguri; el fawjdar de Rangpur del que depenien, els va obligar a reconèixer la sobirania del nawab de Bengala en algun moment entre 1736 i 1739, però el reconeixement no degué ser gaire efectiu doncs el fawjdar va haver d'envair el territori el 1756; els raikats van pagar tribut.
El seu govern va durar fins al 1771 quan la zona fou annexionada efectivament pels britànics; després foren els zamindars més importants del districte de Rangpur (1771-1869) i del districte de Jalpaiguri (després de 1869). De facto van romandre independents fins a la meitat del segle xix. La seva capital era a Siliguri.

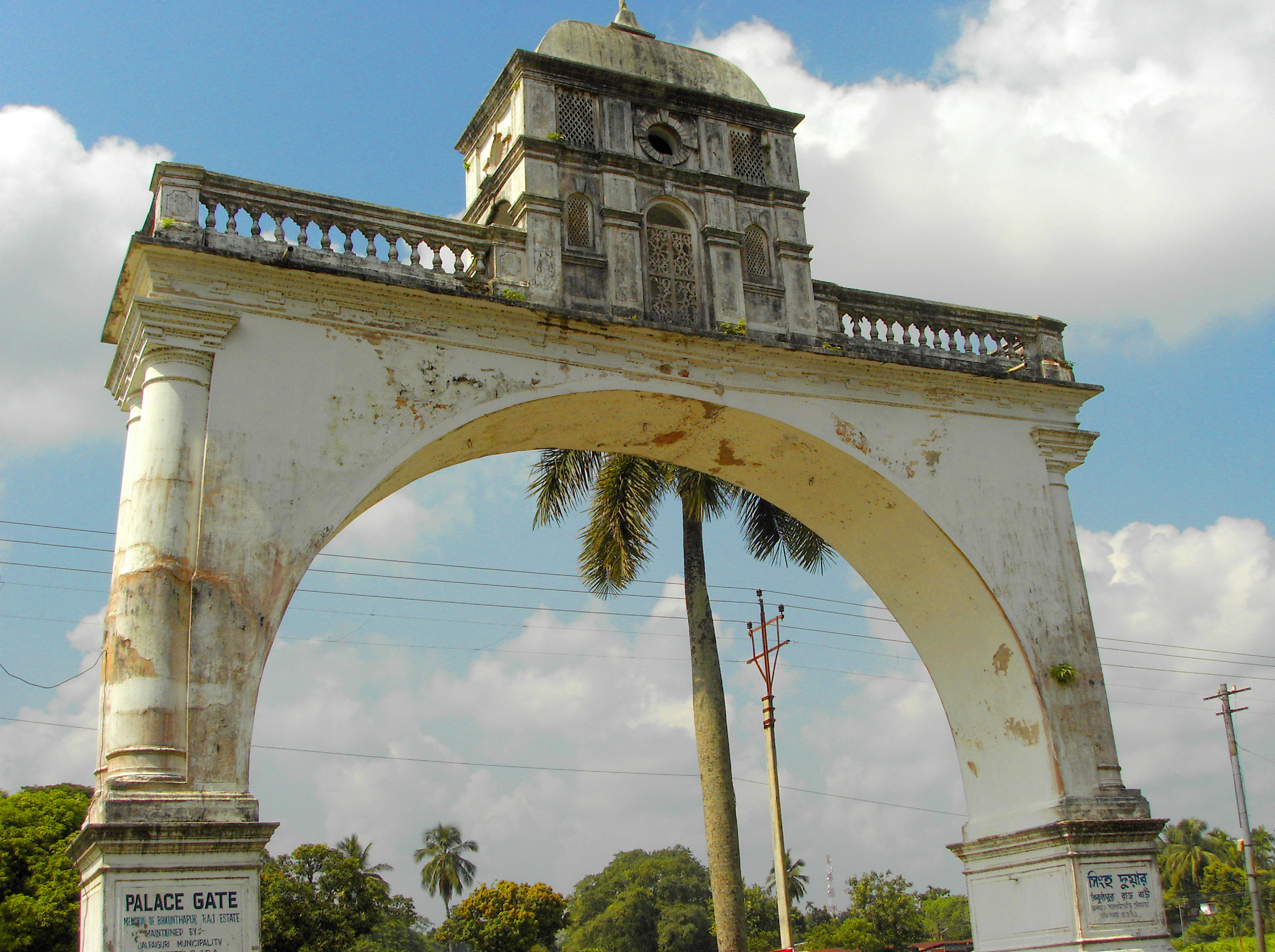
Jalpaiguri Rajbari (Palace) Gate

El 1839 els britànics tenien constància que el raikat s'havia apoderat dels Duars Occidentals o Duars Bhutanesos. A la guerra contra Bhutan el 1864-1865 el raja va fer bons serveis als britànics. El darrer raja va morir sense testament el 1946. Les seves possessions, mancades de la cura adequada, es van deteriorar. No obstant el palau de la ciutat (Rajbari) és un lloc popular pels turistes i inclou diversos llacs a l'entorn; el manteniment és a càrrec del govern.

## La jungla
La jungla de Baikunthapur ha patit als darrers anys d'una forta deterioració, per la desforestació, el canvi de clima, l'establiment de terres per cultiu, aterrassament, mines, i construccions; el sòl s'ha degradat i la qualitat de l'aigua ha baixat. Un organisme del govern va intentar des de 1994-1995 la seva recuperació sense trobar la cooperació local. L'explotació de plantes i fustes pels locals no és sostenible. Fins i tot a les zones protegides s'està recol·lectant fusta i plantes per fabricar biocombustibles.

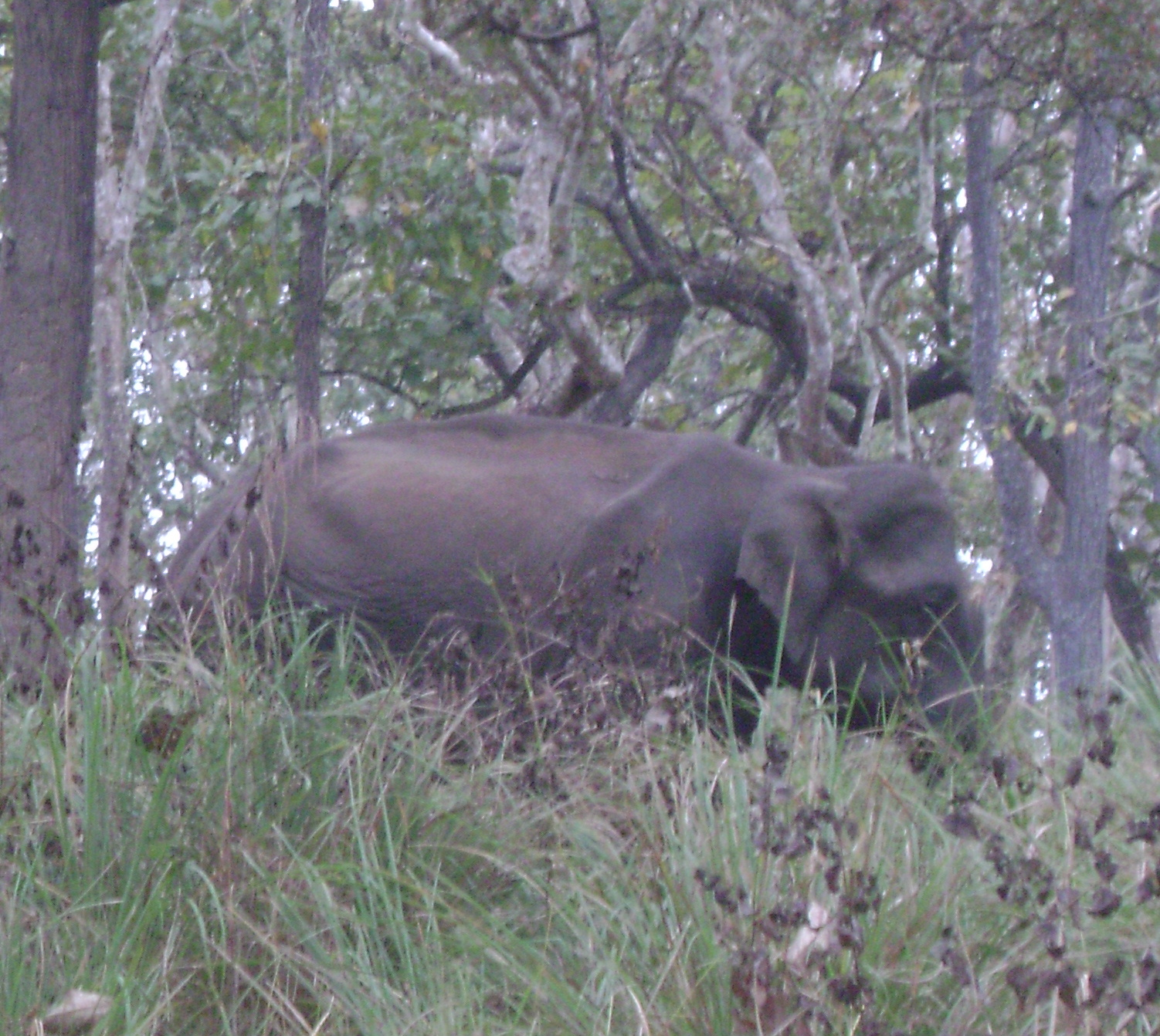
Elefant a la jungla

L'embassament de Gajoldoba es va construir al Tista amb propòsit de regar la zona; està rodejada de la jungla de Baikunthapur i està a una hora en cotxe des de Siliguri. Molt ocells de diversos llocs l'utilitzen en la seva ruta migratòria.

## Raikats
- Raja Sisya (Sishu) Singha, primer raikat (guardià de la família) i raja de Baikunthapur
- Raja Monahar Dev
- Raja Manikoth Dev
- Raja Bhaba Dev
- Raja Dharma Dev
- Raja Darpa Dev
- 13 rages
- Raja Fanindra Dev Raikot, 20è raikat fins a 1891
- Dos o més rages
- Raja Prosanna Dev Raikot, darrer raja de Baikunthapur mort el 4 de desembre de 1946.